# Hellhound on My Trail
Hellhound on My Trail (auch Hell Hound On My Trail) ist ein Bluessong, der von Robert Johnson geschrieben und gesungen wurde. Er wurde am 20. Juni 1937 im Bürogebäude von Brunswick Records in Dallas, Texas aufgenommen und auf Vocalion 03623 und A.R.C 7-09-56 als 78 rpm Single veröffentlicht. Wie von vielen seiner Songs wurden zwei Versionen aufgenommen, jedoch wurde der Take 1 noch nicht aufgefunden. Auf der B-Seite befindet sich „From Four Until Late“.
Laut dem Blueshistoriker Samuel Charters sind die erste und die letzte Strophe „das Beste, was man an Bluestexten finden kann“. Die Vorstellung von „Höllenhunden“, die die Sünder holen werden, war damals im Süden der USA gängig, und so könnte diese Vorstellung Johnsons Text beeinflusst haben. Musikalisch handelt es sich um einen 12-taktigen Blues, doch macht der Text den Song außergewöhnlich.
I got to keep moving, I got to keep moving
Blues falling down like hail, blues falling down like hail
Mmm, blues falling down like hail, blues falling down like hail
And the day keeps on remindin' me, there's a hellhound on my trail
Hellhound on my trail, hellhound on my trail

## Auszeichnungen
Der Song wurde 1983 in die Blues Hall of Fame der Blues Foundation aufgenommen und in der Rock and Roll Hall of Fame ist er einer der „500 Songs that shaped Rock and Roll“. Als Teil des Gesamtwerkes von Robert Johnson kam das Lied 2003 in das National Recording Registry des Library of Congress der Vereinigten Staaten.

## Coverversionen
Canned Heat, Alexis Korner, Big Joe Williams, Cassandra Wilson, Fleetwood Mac, James Cotton, Peter Green & Nigel Watson Splinter Group, Roger Hubbard, Rory Block, Paul Geremia, David Rea, John Nicholas & Friends, Roy Rogers, Guido Toffoletti, The Mountain Goats, Eric Clapton, Alvin Youngblood Hart